# Длиннохвостые синицы (род)
Длиннохвостые синицы, или ополовники (лат. Aegithalos), — род певчих птиц из одноимённого семейства  (Aegithalidae). Название рода Aegithalos было термином, который Аристотель использовал для обозначения некоторых европейских синиц, в том числе длиннохвостой синицы.
Все виды обитают в Евразии. Длиннохвостая синица (Aegithalos caudatus) широко распространена в Палеарктике, но отсутствует в Гималаях. Четыре других вида здесь являются местными. Aegithalos fuliginosus — эндемик Центрального Китая.
Ae. iouschistos и Ae. niveogularis предположительно образуют надвид. Вместе с Ae. concinnus и Ae. leucogenys они иногда группируются вместе, чтобы сформировать подрод или род Aegithaliscus из-за их относительно коротких хвостов.

## Биология
Гнёзда делают в виде плотно-сплетенных мешочков с боковым входом, часто свисающих с деревьев. Большинство придерживаются смешанной диеты, в которую входят насекомые.

## Ископаемые виды
- Aegithalos gaspariki (поздний миоцен Полгарди, Венгрия)[2]
- Aegithalos congruis (плиоцен Csarnota, Венгрия)[2]

## Современные виды
В состав рода включают 10 видов:
| Изображение | Русское название                 | Латинское название       | Распространение |
| ----------- | -------------------------------- | ------------------------ | --- |
|             | Длиннохвостая синица             | Aegithalos caudatus      | Северная Европа и Палеарктика, северная Скандинавия и юг, средиземноморская зона                                                      |
|             |                                  | Aegithalos glaucogularis | центральный и восточный Китай и юг в сторону Юньнани                                                                                  |
|             | Черногорлая длиннохвостая синица | Aegithalos leucogenys    | Афганистан, Кашмирский регион и Пакистан.                                                                                             |
|             | Рыжеголовая длиннохвостая синица | Aegithalos concinnus     | редгорья Гималаев, простирающиеся через северную Индию через северо-восток Бангладеш, Непал, Бутан, север Мьянмы, Вьетнам и Тайвань.. |
|             | Белогорлый ополовник             | Aegithalos niveogularis  | Индия, Непал и Пакистан. |
|             | Ржавощёкая длиннохвостая синица  | Aegithalos iouschistos   | восточные и центральные Гималаи в Бутане, Китае, Индии и Непале                                                                       |
|             | Чернобровая длиннохвостая синица | Aegithalos bonvaloti     | средний юг Китая и крайний север Мьянмы.                                                                                              |
|             |                                  | Aegithalos sharpei       | юго-западная Мьянма |
|             | Сероголовая длиннохвостая синица | Aegithalos fuliginosus   | центральный Китай. |
|             | Псалтрия-карлик                  | Aegithalos exilis        | Ява |